# Mini Metro
Mini Metro es un videojuego de lógica y estrategia desarrollado por la compañía independiente Dinosaur Polo Club. Los jugadores tienen como objetivo construir una red de tránsito ferroviario eficiente para una ciudad en rápido crecimiento. Las estaciones están representadas por diferentes tipos de nodos y los jugadores deben crear vías para conectarlas mediante líneas de dibujo.
Publicado en abril de 2013 como resultado de un game jam, el primer prototipo surge en abril de 2013 para jugar desde internet. Durante la fase de desarrollo, la compañía impuso una serie de limitaciones técnicas con el fin de reducir costos hasta que estuviera terminado, y así, asegurar la continuidad del proyecto. La producción continúa luego del game jam y en agosto de 2014 sale una versión beta comercial para Linux, OS X y Windows para agosto de 2014. Dinosaur Polo Club publicó la versión completa para PC el 6 de noviembre de 2015 a través de la plataforma Steam, luego sus versiones móviles para Android e iOS en octubre de 2016 y para Nintendo Switch en 2018. Los críticos elogiaron su interfaz intuitiva, fácil jugabilidad y enfoque minimalista.

## Jugabilidad
Los niveles se basan en ciudades reales y los pasajeros se movilizan mediante generación por procedimientos. El estilo visual se compone de colores llamativos y por una geometría simple para replicar la apariencia de los mapas de tránsito modernos. El sonido encuentra su inspiración en los trabajos realizados por la música minimalista, compuesto por un sistema de música generativa en función de las acciones del jugador y la red de tránsito. Mini Metro pertenece a los géneros de lógica y estrategia, donde cada nivel es la representación de una ciudad real en un plano que inicia con tres estaciones y deben unirse con al menos una línea de metro. Las estaciones se simbolizan mediante nodos en la forma de figuras geométricas y los jugadores deben trazar líneas para unirlas unas con otras. Los pasajeros aparecen representados con las figuras de la estación a la que desean viajar. La aparición de ríos, líneas de trenes entrecruzadas, de más estaciones y pasajeros a lo largo de la partida hace que la red de tránsito genere cada vez más complicaciones y dificultades para gestionar. El minimalista estilo visual emplea líneas rectas y colores vivos, similares a los mapas de tránsito modernos.
En el modo de juego «clásico», hay que impedir que las estaciones terminen saturadas. Debido a que solo puede ocuparse una cantidad limitada de pasajeros en espera, si esas estaciones logran congestionarse demasiado hasta alcanzar cierto umbral, la red de subterráneos deberá cerrarse y el juego finaliza. No hay una manera de terminar; el juego sigue hasta que sea imposible gestionar la red cada vez más complicada. En caso de fallar, los jugadores pueden continuar construyendo su red en el modo de juego «infinito», donde la saturación de estaciones no existe. Para aliviar el crecimiento de la red, varias mejoras pueden habilitarse al pasar los días: vagones nuevos y líneas ferroviarias, túneles o puentes adicionales. Además, existe la posibilidad de pausar y reconstruir las rutas de trenes o hacer los ajustes necesarios para una mejor gestión. El modo de juego «hora punta» es idéntico al modo «clásico», pero con un parámetro que lo hace más desafiante: las líneas ferroviarias son permanentes, es decir, que una vez colocadas ya no pueden modificarse.

## Desarrollo y lanzamiento

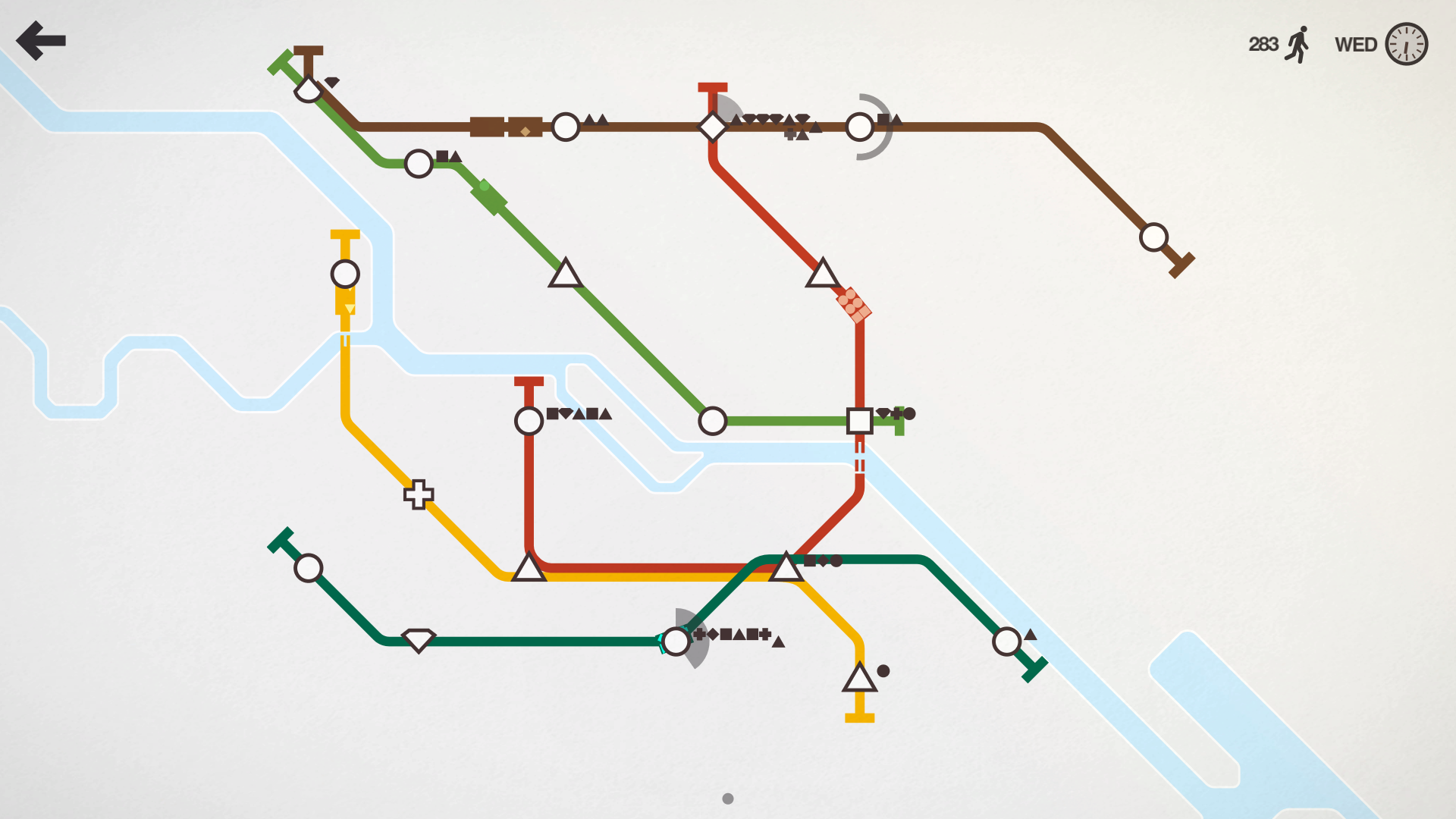
Una partida normal en Mini Metro.

Dinosaur Polo Club, una desarrolladora independiente de videojuegos con sede en Nueva Zelanda, comienza el desarrollo de Mini Metro. Es el primer juego desde su fundación en 2013 por los hermanos Peter y Robert Curry, que anteriormente trabajaban en Sidhe Interactiveabandonándola en 2006 para seguir su carrera en el desarrollo independiente de videojuegos. Tras una serie de proyectos inconclusos, Peter concluye que es necesario restringir el alcance de dichos proyectos para así poder completarlos. Con la esperanza de lanzar un producto terminado, los hermanos establecen una serie de limitaciones de cara a las ideas para el prototipo. Una de ellas es minimizar la producción artística, debido a la falta de experiencia para crear un contenido artístico propio. Construir a mano cada nivel requería un tiempo prolongado, por lo que también se decide limitar ese aspecto. Además, no querían que el concepto dependiera únicamente del audio debido a la falta de habilidad para producir música. Todas estas limitaciones pretenden descartar la mayoría de las ideas obtenidas durante su creación; esto llevó a los hermanos Curry focalizar únicamente en conceptos que involucren niveles generados por procedimientos y estilos visuales abstractos.
Su desarrollo comienza en abril de 2013 bajo el título Mind the Gap, siendo Robert quien sugiere construir un juego sobre transportes subterráneos luego de visitar Londres y usar su red de metro. El concepto era permitir que el jugador construyera un sistema de tránsito que navegue alrededor de agentes inteligentes, con nodos y líneas que representaran estaciones de trenes y pistas respectivamente. Estuvo en fase de prototipo durante la 26.ª edición del Ludum Dare y eligieron desarrollarlo usando el motor de juego Unity. El Unity Web Player les permite lanzar una versión del prototipo en forma libre y reproducible durante la competencia, para que más personas tuvieran acceso a jugarlo. Con ello logra ocupar el primer puesto en la categoría «innovación» y el séptimo lugar en la categoría «general» durante la competencia. El desarrollo entonces continúa en marcha luego de que el evento concluyera.
La primera versión alfa jugable sale a la luz en septiembre de 2013. Deciden mantenerlo como estaba en la web hasta que se produzca el lanzamiento final. Presentaron a Mini Metro en Steam Greenlight, un sistema de votación comunitario que permite lanzar juegos en el servicio de distribución digital Steam. Inicialmente, la versión final saldría para fines de 2013, pero a pesar de su alcance limitado, su desarrollo tomó mucho más tiempo de lo que esperaban debido a revisiones gráficas, problemas con la estabilidad y la necesidad de conseguir a alguien para trabajar en el audio. En agosto de 2014, deciden lanzar una versión beta de manera comercial a través de Steam Early Access, ya que sintieron que este método era adecuado para Mini Metro porque había sido diseñado para mostrar su calidad y no había una narrativa que tuviera peligro de revelar spoilers. En ocasiones, hubo nuevas actualizaciones basadas en los comentarios de la comunidad y, por otro lado, el «acceso anticipado» de Steam les proporciona los fondos suficientes como para seguir trabajando a tiempo completo en el juego. Peter comienza desde marzo de 2014, y su hermano Robert en noviembre de 2014. Originalmente planeado para dispositivos móviles, salió primero para PC debido a que el lanzamiento por «acceso anticipado» no lo permitía.

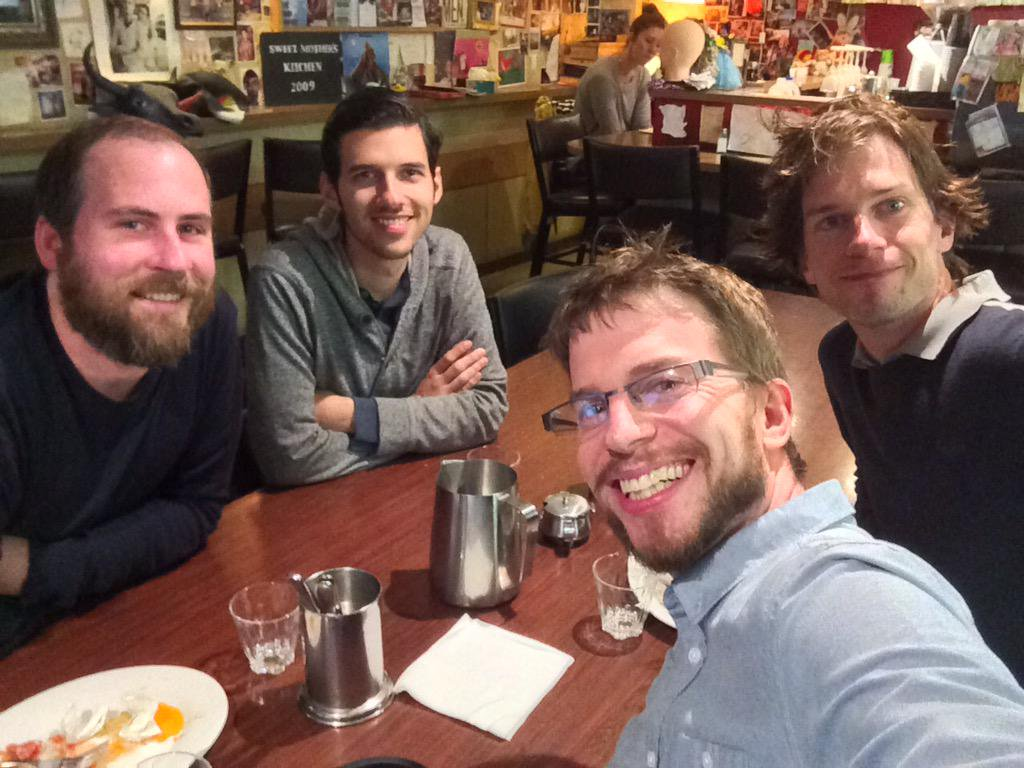
Miembros de «Dinosaur Polo Club», desarrolladores de Mini Metro.

Los hermanos contrataron ayuda externa para abordar dos de sus problemas iniciales: arte y audio. Jamie Churchman, un antiguo colega en Sidhe, supervisó el diseño visual y técnico de Mini Metro. El encargado de trabajar con el audio fue el compositor estadounidense Disasterpeace, quien desarrolló un sistema que generaría sonidos basados en los eventos del juego. Cada nivel tiene un conjunto correspondiente de ritmos donde la estructura armónica de estos elementos cambia según el tamaño y la forma del sistema subterráneo del jugador. El audio está inspirado por el minimalismo y las obras de Philip Glass y Steve Reich.
El 6 de noviembre de 2015, Mini Metro sale del acceso anticipado y comienza a estar disponible para Linux, OS X y Windows. Dinosaur Polo Club y Playism y Plug In Digital entablan un acuerdo para permitir que salga a la venta en escaparates digitales; también con Koch Media para distribuirlo en tiendas minoristas de Europa. Más tarde, se lanza una versión para Android (publicada por Playdigious) y para iOS el 18 de octubre de 2016; y el 30 de agosto de 2018 para Nintendo Switch con un agregado multujugador exclusivo para esta plataforma.

## Recepción
Mini Metro posee críticas generalmente positivas según el sitio web Metacritic. Jenni Lada comentó sobre Mini Metro lo «estéticamente placentero» de jugarlo y dejar al usuario en un estado de relajación tan satisfactorio a pesar de generar situaciones de presión. Lena LeRay, de Indiegames.com, relata que Mini Metro posee un estilo relajante y de completud gracias a su interfaz intuitiva. GamesTM consideró que la profundidad jugable de Mini Metro sumado a su progresiva dificultad lo hace interesante. El portal de videojuegos Kill Screen halaga al juego por su simplicidad, elegancia y estética totalmente interactiva. Aludió también a lo «disfrutable jugablemente» y la progresiva dificultad que va empeorando las cosas (referido como una «elegancia sobre el desastre»). Gamezebo coincide también con el diseño visual y añade que los controles son «sumamente intuitivos», además del hincapié en el uso de formas geométricas para representar a los pasajeros y las estaciones, convirtiéndolo en una tarea simplificadora. Sin embargo, Poket Gamer explica que el juego es «algo confuso» pero «sorprendentemente atractivo».
En el Festival de Juegos Independientes de 2016, Mini Metro gana un premio por «excelencia en audio», y obtiene una nominación para otras tres categorías: «excelencia en arte visual», «excelencia en diseño» y el «Gran Premio de Seumas McNally». También recibió otra nominación por «juego debut» en la 12th British Academy Games Awards, y una mención de honor por «mejor debut» en la 16.ª edición de Game Developers Choice Awards. GameSpot incluyó a Mini Metro en los mejores cinco juegos para móviles de 2016.